# Opočno (ort i Tjeckien, Hradec Králové)
Opočno är en stad i Tjeckien.   Den ligger i distriktet Okres Rychnov nad Kněžnou och regionen Hradec Králové, i den nordöstra delen av landet, 120 km öster om huvudstaden Prag. Opočno ligger 308 meter över havet och antalet invånare är 3 177.
Terrängen runt Opočno är platt västerut, men österut är den kuperad. Terrängen runt Opočno sluttar västerut. Runt Opočno är det ganska glesbefolkat, med 43 invånare per kvadratkilometer. Närmaste större samhälle är Nové Město nad Metují, 8,9 km norr om Opočno. Trakten runt Opočno består till största delen av jordbruksmark.